# داود بن أبي شافيز
الشيخ داوود بن محمد بن عبد الله بن أبي شافيز (لم يُؤرّخ تاريخ الولادة - 1012 هـ).(1) هو شاعر وأديب ورجل دين شيعي بحراني، من قرية جد حفص الواقعة في الجزء الشمالي من البحرين. له ذكر في بعض كتب التراجم وقد أثنى عليه ووثّقه جمعٌ من علماء الشيعة ورجالييهم، ومنهم: الحر العاملي،(2) والمجلسي،(3) والبلادي صاحب أنوار البدرين،(4) وسليمان الماحوزي،(5) والأميني،(6) وغيرهم.

## آثاره

### مؤلفاته
- رسالة وجيزة في علم المنطق.[2]
- شرح على الفصول النصيرية في التوحيد.[2]
- ديوان شعر. وأشعاره مبثوثة في بعض الكتب المختلفة كالمنتخب للطريحي، وموسوعة الرائق لأحمد العطار، ومجموعة الشيخ لطف الله البحراني، وموسوعة شعراء البحرين لمحمد عيسى المكباس الديهي.

### مدرسته

مبنى المسجد أو المدرسة الحالي في جد حفص.

أسس مدرسة دينية في جد حفص يُقال في بعض المصادر أنّها كانت تُعرف في بعض الفترات باسم مدرسة العريبي، وقد ذكر البلادي ذلك في أنوار البدرين مشيراً إلى أن إطلاق هذا المُسمّى كان في عصره، فيقول: ”ومدرسته هو المسجد المسمى بمدرسة الشيخ داود الشائع على السنة عوام عصرنا هذا بمدرسة العريبي“، لكنها أصبحت فيما بعد مسجداً يُسمى مسجد مدرسة الشيخ داوود ولا يزال موجوداً ويعد من مساجد قرية جد حفص.
وقد ذكر بعض البلادي بأن هذه المدرسة تعرضت سنة 1335 هـ لحادثة من بعض المسيحيين دون أن يفصّل في ذكر الحادثة. وقال مؤلف كتاب غاية المرام في تاريخ الأعلام - هاشم سلمان باقر في كتابه: ”والجدير بالذكر أن مدرسته المسماة باسمه قد جرت عليها حادثة غريبة حيث دخل فيها النصارى (المستشرقون) في أحد السنين بعد وفاته، واستأجروا بعض الحفارين واستخرجوا بعض الصناديق والكتب وهربوا بها حيث ساعدهم الهدوء في وقت الظهيرة والناس في مظاعنهم الصيفية بعد أن قاومتهم ثلة قليلة استطاع النصارى التخلص منها“.
تُقام في المسجد الآن الشعائر الدينية من الصلوات اليومية وكذلك إحياء الشعائر الحسينية المعروفة عند الشيعة.

### مناظراته
تصدى لمباحثة حسين بن عبد الصمد العاملي والد الشيخ البهائي حين قدم إلى البحرين من موطنه (جبل عامل) في قصّة مفصلة واستقرّ في البحرين إلى آخر أيام حياته، وقد زاوره ثم زارهم وجرى البحث بينهما فلما انفض المجلس ورجع حسين إلى بيته كتب هذين البيت:
أناس في أوال قد تصدوا * لمحو العلم واشتغلوا بلم لم
إذا جادلتهم لم تلق فيهم * سوى حرفين لم لم لا نسلم

## وفاته
توفي في عام 1012 هـ (الموافق 1603 م) ودفن في حجرة خارجية تقع شمال مدرسته مباشرة.

## الهوامش
| - 1 - اختلفت المصادر التاريخية والمُترجمون له في ضبط لقبه، فقد ذكره الأميني في موسوعته الغدير هكذا: ”داود بن محمد بن أبي طالب الشهير بابن أبي شافين الجد حفصي البحراني“. وكذلك الحرّ العاملي ذكره بكنية ”ابن أبي شافين“ وليس ”ابن أبي شافيز“، وأما بكنية ”ابن أبي شافيز“ فقد ذكر ذلك محسن الأمين في الأعيان، أما علي خان المدني فقد ضبط الكنية ”ابن أبي شافيز“ في سلوة الغريب؛ لكنه في سلافة العصر ضبطها بكنية ”ابن أبي شافير“، والمُحبّي في خلاصة الأثر ضبطها بكنية ”ابن أبي شاقين“ (بالقاف والنون)، والمجلسي ضبطها بكنية ”ابن أبي شافير“. - 2 - ذكره الحر العاملي في كتابه أمل الآمل في تراجم علماء جبل عامل فقال عنه: ”عالم أديب شاعر معاصر“. - 3 - ذكره المجلسي في البحار فقال عنه: ”الشيخ داود بن أبي شافير البحراني البحر العجاج، إلا أنه العذب لا الأجاج، والبدر الوهاج، إلا أنه الأسد المهاج، رتبته في الإنافة شهيرة، ورفعته أسمى من شمس الظهيرة، ولم يكن في مصره وعصره، من يدانيه في مده وقصره وهو في العلم فاضل لا يسامى، وفي الأدب فاصل لم يكل الدهر له حساما، إن شهر طبق، وإن نشر عبق، وشعره أبهى من شف البرود، وأشهى من رشف الثغر البرود، وموشحاته الوشاح المفصل، بل الصباح التي فرع حسنها وأصل.“ | - 4 - أفرد البلادي ترجمة له في كتابه أنوار البدرين ومطلع النيّرين في تراجم علماء القطيف والأحساء والبحرين وقال فيها: ”واحد عصره في الفنون كلها وله في علوم الأدب اليد الطولى وشعره في غاية الجزالة وقصائد شعره مشهورة.“ - 5 - ذكره سليمان الماحوزي وقال عنه: ”واحد عصره في الفنون كلها، وشعره في غاية الجزالة، وكان جدليا حاذقا في علم المناظرة وآداب البحث، ما ناظر أحدا إلا وأفحمه“. - 6 - ذكره عبد الحسين الأميني في موسوعته الغدير وقال عنه: ”الشيخ داود بن محمد بن أبي طالب الشهير بابن أبي شافين الجد حفصي البحراني، من حسنات القرن العاشر، ومن مآثر ذلك العصر المحلى بالمفاخر، شعره مبثوث في مدونات الأدب، والموسوعات العربية، ومجاميع الشعر، إن ذكر العلم فهو أبو عذره أو حدث عن القريض فهو ابن بجدته“. |